# Plural Editora e Gráfica
Plural é uma empresa editora e gráfica pertencente ao Grupo Folha e à empresa americana Quad/Graphics. Fundada em 1996, está localizada em Santana de Parnaíba, São Paulo.

## O caso Enem
Em 2009, a gráfica foi contratada para o trabalho de impressão e acabamento de duas provas do Exame Nacional do Ensino Médio (Enem) daquele ano, cada uma delas em diferentes versões, em um total de 9,4 milhões de exemplares. Supostos funcionários da empresa roubaram então algumas cópias, tentando vendê-las para a imprensa e cursos preparatórios. Um dos contactados foi o jornal O Estado de S.Paulo, que imediatamente denunciou o caso ao Ministério da Educação. O escândalo foi amplamente divulgado pelos principais meios de comunicação do Brasil, provocando a abertura de um inquérito para investigar o vazamento. A gráfica, por outro lado, negou que os responsáveis pelo furto seriam funcionários contratados, alegando ter cumprido todos os procedimentos de segurança exigidos.
Em 2010, a gráfica esteve entre as concorrentes da licitação para imprimir os exames do Enem relativos àquele ano. Sua participação foi contestada pelo Inep, que conseguiu na justiça a remoção da Plural da lista de concorrentes.

## Prêmios e reconhecimentos
- 2013: 12º Prêmio Graphprint de Melhor Gráfica Editorial Rotativa, prêmio recebido pelo 4º ano consecutivo.[9]